# 高雄市立社會教育館
高雄市立社會教育館，是臺灣高雄市負責社會文化育樂活動推展的行政單位，館址位於小港區學府路上。

## 沿革
1950年，高雄市政府成立「高雄市社會教育工作隊」，為高雄市立社會教育館的前身，隊址設於高雄市政府對面舊體育館內，後來改名為「高雄市流動教育巡迴施教團」。1965年4月改制為「高雄市立社會教育館」，由鄭鐵梅先生擔任館長。1971年遷入中正四路209號，此時期該館是全國所有社會教育館中，空間最小、人員最少的一個。後來市政府指示由此館負責籌建青少年文化體育活動中心，設館於小港區學府路上，於1995年完工後遷入新館。

## 外部連結
- 高雄市立社會教育館 （页面存档备份，存于）